# ویلو ولی (آریزونا)
ویلو ولی (به انگلیسی: Willow Valley) یک منطقهٔ مسکونی در ایالات متحده آمریکا است که در شهرستان موهاوی، آریزونا واقع شده‌است. ویلو ولی ۱۲٫۸۸ کیلومتر مربع مساحت و ۳٬۰۲۳ نفر جمعیت دارد و ۱۴۵ متر بالاتر از سطح دریا واقع شده‌است.